# Ballon d’Or 2018
Der 63. Ballon d’Or (französisch für Goldener Ball) wurde am 3. Dezember 2018 von der Zeitschrift France Football in Paris an den „Weltfußballer des Jahres“ verliehen. Bei der Preisverleihung wurden zwei neue Preise eingeführt: der Ballon d’Or féminin für die „Weltfußballerin des Jahres“ und die nach Raymond Kopa benannte Kopa-Trophäe für den weltbesten U21-Spieler des Jahres.

## Abstimmungsmodus
Am 8. Oktober 2018 wurden die Kandidaten für den Ballon d’Or (30), Ballon d’Or féminin (20) und die Kopa-Trophäe (10) bekannt gegeben.
Gewählt wurde in folgenden Modi:
- Ballon d’Or: Jeder der 176 internationalen Journalisten aus ebenso vielen Ländern vergab an fünf Spieler eine Punktzahl von 6, 4, 3, 2 oder 1. Der Spieler mit der höchsten Punktzahl gewann; bei Gleichstand hätte Derjenige gewonnen, der öfter auf den 1. Platz (6 Punkte) gesetzt wurde. Für Deutschland nahm der Chefreporter des Kicker, Karlheinz Wild, an der Wahl teil.[2]
- Ballon d’Or féminin: 50 auf Frauenfußball spezialisierte Journalisten vergaben an fünf Spielerinnen eine Punktzahl von 6, 4, 3, 2 oder 1. Die Spielerin mit der höchsten Punktzahl gewann; bei Gleichstand hätte Diejenige gewonnen, die öfter auf den 1. Platz (6 Punkte) gesetzt wurde.
- Kopa-Trophäe: Wahlberechtigt waren ausschließlich frühere Ballon-d’Or-Gewinner. Diese vergaben an drei Spieler eine Punktzahl von 5, 3, oder 1. Der Spieler mit der höchsten Punktzahl gewann; bei Gleichstand hätte Derjenige gewonnen, der öfter auf den 1. Platz (5 Punkte) gesetzt wurde.

## Ballon d’Or

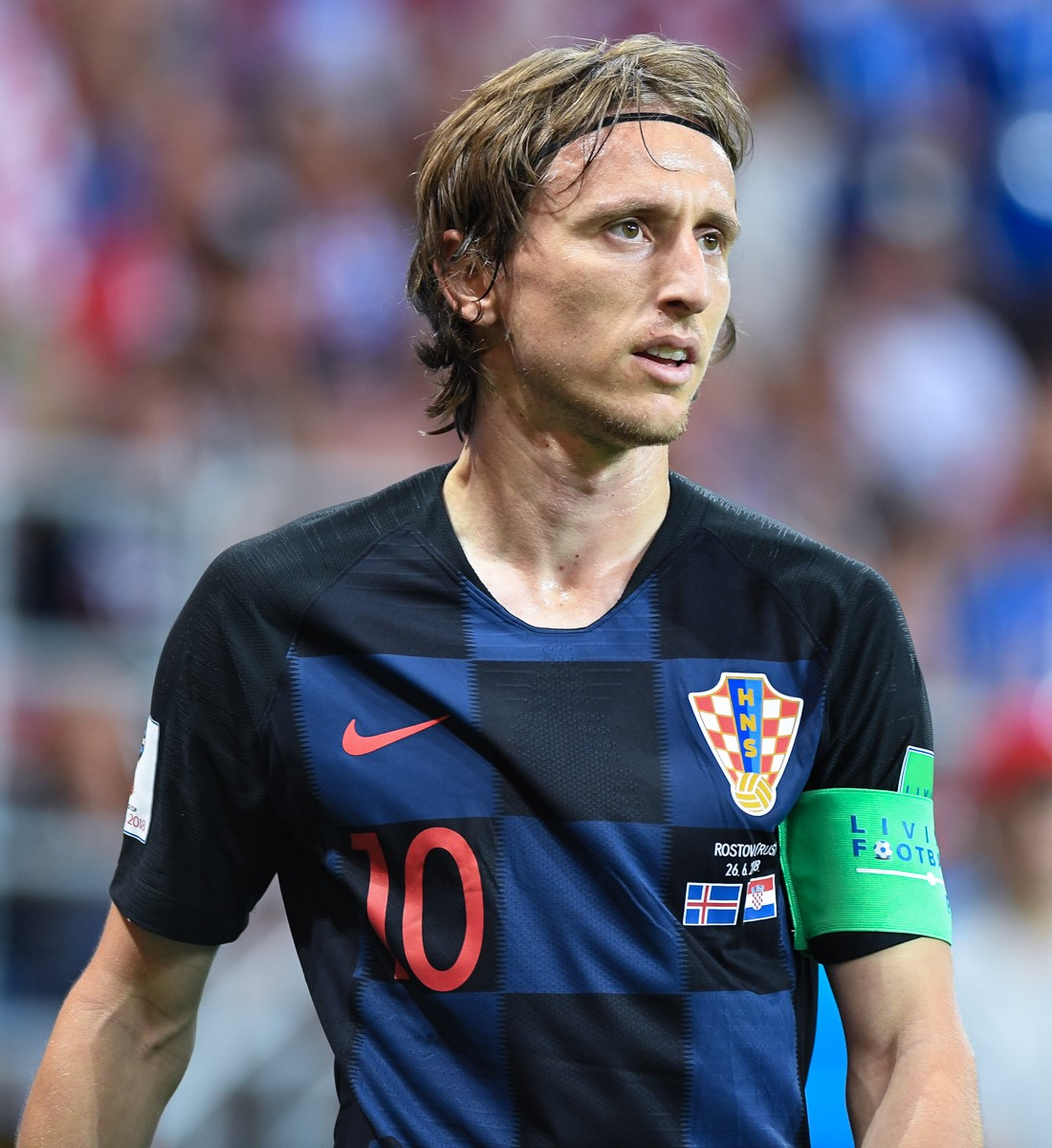
Luka Modrić (2018)

| Platz | Spieler           | Nationalität | Verein 2018                  | Punkte |
| ----- | ----------------- | ------------ | ---------------------------- | ------ |
| 1.    | Luka Modrić       | Kroatien     | Real Madrid                  | 753    |
| 2.    | Cristiano Ronaldo | Portugal     | Real Madrid / Juventus Turin | 476    |
| 3.    | Antoine Griezmann | Frankreich   | Atlético Madrid              | 414    |
| 4.    | Kylian Mbappé     | Frankreich   | Paris Saint-Germain          | 347    |
| 5.    | Lionel Messi      | Argentinien  | FC Barcelona                 | 280    |
| 6.    | Mohamed Salah     | Ägypten      | FC Liverpool                 | 188    |
| 7.    | Raphaël Varane    | Frankreich   | Real Madrid                  | 121    |
| 8.    | Eden Hazard       | Belgien      | FC Chelsea                   | 119    |
| 9.    | Kevin De Bruyne   | Belgien      | Manchester City              | 29     |
| 10.   | Harry Kane        | England      | Tottenham Hotspur            | 25     |
| 11.   | N’Golo Kanté      | Frankreich   | FC Chelsea                   | 24     |
| 12.   | Neymar            | Brasilien    | Paris Saint-Germain          | 19     |
| 13.   | Luis Suárez       | Uruguay      | FC Barcelona                 | 17     |
| 14.   | Thibaut Courtois  | Belgien      | FC Chelsea / Real Madrid     | 12     |
| 15.   | Paul Pogba        | Frankreich   | Manchester United            | 9      |
| 16.   | Sergio Agüero     | Argentinien  | Manchester City              | 7      |
| 17.   | Gareth Bale       | Wales        | Real Madrid                  | 6      |
| 17.   | Karim Benzema     | Frankreich   | Real Madrid                  | 6      |
| 19.   | Roberto Firmino   | Brasilien    | FC Liverpool                 | 4      |
| 19.   | Ivan Rakitić      | Kroatien     | FC Barcelona                 | 4      |
| 19.   | Sergio Ramos      | Spanien      | Real Madrid                  | 4      |
| 22.   | Edinson Cavani    | Uruguay      | Paris Saint-Germain          | 3      |
| 22.   | Sadio Mané        | Senegal      | FC Liverpool                 | 3      |
| 22.   | Marcelo           | Brasilien    | Real Madrid                  | 3      |
| 25.   | Alisson           | Brasilien    | AS Rom / FC Liverpool        | 2      |
| 25.   | Mario Mandžukić   | Kroatien     | Juventus Turin               | 2      |
| 25.   | Jan Oblak         | Slowenien    | Atlético Madrid              | 2      |
| 28.   | Diego Godín       | Uruguay      | Atlético Madrid              | 1      |
| 29.   | Isco              | Spanien      | Real Madrid                  | 0      |
| 29.   | Hugo Lloris       | Frankreich   | Tottenham Hotspur            | 0      |

## Ballon d’Or féminin

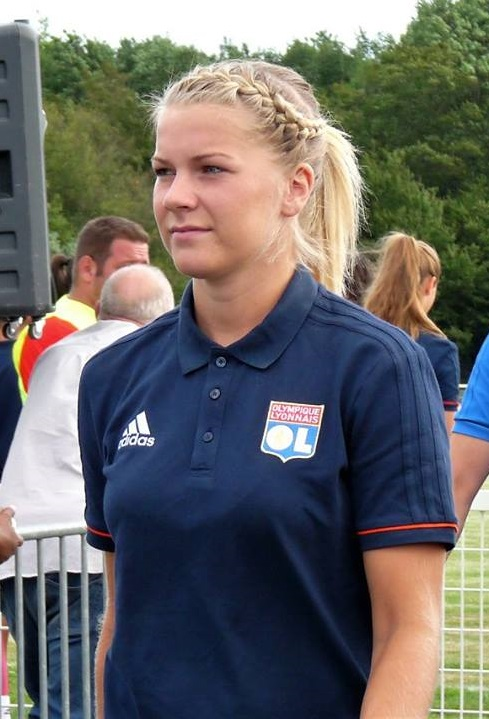
Ada Hegerberg (2017)

| Platz | Spielerin          | Nationalität       | Verein 2018                     | Punkte |
| ----- | ------------------ | ------------------ | ------------------------------- | ------ |
| 1.    | Ada Hegerberg      | Norwegen           | Olympique Lyon                  | 136    |
| 2.    | Pernille Harder    | Dänemark           | VfL Wolfsburg                   | 130    |
| 3.    | Dzsenifer Marozsán | Deutschland        | Olympique Lyon                  | 86     |
| 4.    | Marta              | Brasilien          | Orlando Pride                   | 77     |
| 5.    | Sam Kerr           | Australien         | Chicago Red Stars / Perth Glory | 61     |
| 6.    | Lucy Bronze        | England            | Olympique Lyon                  | 51     |
| 7.    | Amandine Henry     | Frankreich         | Olympique Lyon                  | 34     |
| 7.    | Wendie Renard      | Frankreich         | Olympique Lyon                  | 34     |
| 9.    | Megan Rapinoe      | Vereinigte Staaten | Seattle Reign FC                | 30     |
| 10.   | Lindsey Horan      | Vereinigte Staaten | Portland Thorns FC              | 28     |
| 11.   | Lieke Martens      | Niederlande        | FC Barcelona                    | 26     |
| 12.   | Saki Kumagai       | Japan              | Olympique Lyon                  | 25     |
| 13.   | Amel Majri         | Frankreich         | Olympique Lyon                  | 9      |
| 14.   | Fran Kirby         | England            | Chelsea LFC                     | 5      |
| 15.   | Christine Sinclair | Kanada             | Portland Thorns FC              | 4      |

## Kopa-Trophäe

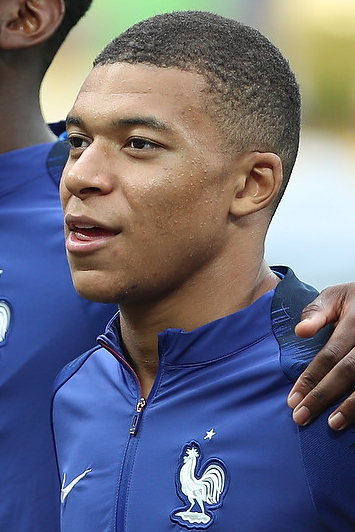
Kylian Mbappé (2018)

Es waren nur Spieler wählbar, die im gesamten Jahr 2018 höchstens 20 Jahre alt waren (U21), also spätestens im Jahr 1998 geboren wurden. Der Gewinner Kylian Mbappé war als einziger der 10 Kandidaten auch für den Ballon d’Or nominiert.
| Platz | Spieler (Jhg.)                | Nationalität       | Verein 2018             | Punkte |
| ----- | ----------------------------- | ------------------ | ----------------------- | ------ |
| 1.    | Kylian Mbappé (1998)          | Frankreich         | Paris Saint-Germain     | 110    |
| 2.    | Christian Pulisic (1998)      | Vereinigte Staaten | Borussia Dortmund       | 31     |
| 3.    | Justin Kluivert (1999)        | Niederlande        | Ajax Amsterdam / AS Rom | 18     |
| 4.    | Gianluigi Donnarumma (1999)   | Italien            | AC Mailand              | 12     |
| 4.    | Rodrygo (2001)                | Brasilien          | FC Santos               | 12     |
| 6.    | Trent Alexander-Arnold (1998) | England            | FC Liverpool            | 6      |
| 7.    | Patrick Cutrone (1998)        | Italien            | AC Mailand              | 5      |
| 8.    | Houssem Aouar (1998)          | Frankreich         | Olympique Lyon          | 4      |
| 9.    | Ritsu Doan (1998)             | Japan              | FC Groningen            | 0      |
| 9.    | Amadou Haidara (1998)         | Mali               | FC Red Bull Salzburg    | 0      |

## Kontroverse um Ada Hegerberg
Bei der Ehrung von Ada Hegerberg mit dem Ballon d’Or féminin wurde diese vom Moderator Martin Solveig auf der Bühne gefragt, ob sie twerken könne, was Hegerberg verneinte. Solveig wurde daraufhin Sexismus vorgeworfen. Dieser entschuldigte sich daraufhin bei Twitter. Der Tennisspieler Andy Murray bezeichnete Solveigs Frage etwa als „ein weiteres Beispiel für den lächerlichen Sexismus, den es noch immer im Sport gibt“.